# Enrico Chiesa
Enrico Chiesa (Genova, 1970. december 29. –) olasz válogatott labdarúgó. Az olasz edzőtársadalom emblematikus alakja, Fabio Capello Chiesát Luigi Riva és Paolo Rossi keverékeként jellemezte, ezenkívül ismert volt a pályán mutatott sportszerű magatartásáról.

## Pályafutása

### Klubkarrierje
Chiesa pályafutását egy kiscsapatban, a Pontedecimóban kezdte 1986-ban, majd 1987-től 1990-ig hivatalosan a Sampdoria játékosa volt. Itt debütált az első osztályban, az 1988-89-es szezonban. Mivel nem tudta magát beverekedni a kezdőcsapatba, a Samp kölcsönadta őt előbb a negyedosztályú Teramónak, majd a harmadosztályú Chietinek. 1992-ben visszatért a Sampdoriához, azonban egy év után ismét nem volt maradása, előbb az 1993-94-es szezonban Modenában, a másodosztályban, majd a egy évvel később, immár a Serie A-ban, a Cremonese játékosaként töltött el egy évet. A cremonai kölcsönjáték után ismét visszatért a Samphoz, ahol az 1995-96-os idényben első igazán eredményes szezonját produkálta. Ekkor huszonkét gólt szerzett, és nagyszerű csatárpárost alkotott Roberto Mancinivel.
1996-ban a Parma szerződtette, amellyel rögtön első idényében második lett a csapattal a Juventus mögött. Ezzel a Parma a BL-be kvalifikálta magát. A Parma messze legsikeresebb szezonja az 1998-99-es volt. Bár a bajnokságban csak negyedik helyen zárt, a Parma ebben az évben megnyerte az UEFA-kupát, az olasz kupát, valamint az olasz szuperkupát is. Fontos megemlíteni, hogy az UEFA-kupában abban az évben Chiesa nyolc találattal a gólkirályi címet is elhódította.
1999-ben a Fiorentinához igazolt, amely szintén nagyratörő tervekkel nézett szét ekkortájt a játékospiacon. első idénye nem sikerült igazán jól, ugyanis folyamatos konkurenciaharcot vívott a csatárposztért Mijatoviccsal, így ebben a szezonban csak hat gólt szerzett. A következő idényen a csapat sztárja, Gabriel Batistuta a Romához igazolt, valamint rengeteg sérülés is hátráltatta a gárdát, így Chiesa lett a violák első számú csatára. Chiesa meg is hálálta a bizalmat, harminc bajnokin huszonkét góllal terhelte az ellenfelek kapuját, valamint a kupagyőzelemben is nagy szerepe volt. A döntőben a Fiorentina Chiesa korábbi csapatát, a Parmát győzte le.
Utolsó firenzei szezonja ismét nem sikerült jól, ugyanis rengeteget volt sérült, emiatt pedig csak öt meccsen játszott, igaz, ezeken ötször is betalált. Ezután rövid ideig a Laziót erősítette, ahol azonban szintén nem tudott az addig megszokott szinten játszani.
2003-ban a frissen feljutott Sienához igazolt. Első három sienai szezonjában egyaránt tíz gól felett termelt, előbb Tore André Flo, majd Massimo Maccarone éktársaként. A harmadik évben megkapta a csapatkapitányi karszalagot is, ekkor az albán Erjan Bogdanival és az olasz Tomas Locatellivel alkotta a csatársort. Utolsó évei itt is dicstelenre sikeredtek, ugyanis 2006-tól 2008-ig alig lépett pályára. Utolsó éveit az alacsonyabb osztályú Figlinében töltötte, amelynek rövid ideig edzője is volt. 2010-ben vonult vissza.

### A válogatottban
Az olasz válogatottban 1996-ban, egy Belgium elleni barátságos meccsen mutatkozhatott be, rögtön góllal. Arrigo Sacchi kivitte őt az 1996-os Eb-re is, ahol két csoportmeccsen játszott, Csehország ellen be is talált. Az olaszok ekkor már a csoportkörben búcsúztak. Az 1998-as világbajnokságon is részt vett, ahol az olaszokat ezúttal Cesare Maldini irányította. Chiesa az utolsó pillanatban került be a keretbe, Fabrizio Ravanelli sérülése után.
Legsikeresebb meccse egy 1998-as, világválogatott elleni találkozó volt, az akkor összeverbuvált együttes ellen Chiesa háromszor talált a kapuba. Utolsó meccsét Giovanni Trapattoni irányítása alatt Dél-Afrika ellen játszotta. Az ő nevéhez fűződik az olasz válogatottban a legtöbb csereként szerzett gól (5), valamint ő az utolsó olyan játékos, aki első két válogatott meccsén be tudott találni.

### Edzőként
2010 júniusában kinevezték a Figline vezetőedzőjének. Ez a tapasztalat nem tartott sokáig, ugyanis a csapatot nem sokkal Chiesa kinevezése után kizárták a bajnokságból. Jelenleg a Sampdoria Primavera-csapatát irányítja.

## Pályafutása statisztikái
| Szezon              | Csapat              | Bajnokság           | Bajnokság | Bajnokság | Hazai kupa | Hazai kupa | Hazai kupa | Nemzetközi kupa | Nemzetközi kupa | Nemzetközi kupa | Egyéb  | Egyéb | Egyéb | Összesen | Összesen | Összesen |
| Szezon              | Csapat              | Kiírás              | Meccs     | Gól       | Kiírás     | Meccs      | Gól        | Kiírás          | Meccs           | Gól             | Kiírás | Meccs | Gól   | Meccs    | Gól      |          |
| ------------------- | ------------------- | ------------------- | --------- | --------- | ---------- | ---------- | ---------- | --------------- | --------------- | --------------- | ------ | ----- | ----- | -------- | -------- | -------- |
| 1987-1988           | Sampdoria           | A                   | -         | -         | CI         | -          | -          | -               | -               | -               | -      | -     | -     | -        | -        |          |
| 1988-1989           | Sampdoria           | A                   | 1         | 0         | CI         | -          | -          | -               | -               | -               | -      | -     | -     | 1        | 0        |          |
| 1989-1990           | Sampdoria           | A                   | 0         | 0         | CI         | 1          | 0          | -               | -               | -               | -      | -     | -     | 1        | 0        |          |
| 1990-1991           | Teramo              | C2                  | 31        | 5         | CI         | 0          | 0          | -               | -               | -               | -      | -     | -     | 31       | 5        |          |
| 1991-1992           | Chieti              | C1                  | 24        | 6         | CI         | 0          | 0          | -               | -               | -               | -      | -     | -     | 24       | 6        |          |
| 1992-1993           | Sampdoria           | A                   | 26        | 1         | CI         | 0          | 0          | -               | -               | -               | -      | -     | -     | 26       | 1        |          |
| 1993-1994           | Modena              | B                   | 36        | 14        | CI         | 0          | 0          | -               | -               | -               | -      | -     | -     | 36       | 14       |          |
| 1994-1995           | Cremonese           | A                   | 34        | 14        | CI         | 0          | 0          | -               | -               | -               | -      | -     | -     | 34       | 14       |          |
| 1995-1996           | Sampdoria           | A                   | 27        | 22        | CI         | 0          | 0          | -               | -               | -               | -      | -     | -     | 27       | 22       |          |
| Sampdoria összesen  | Sampdoria összesen  | Sampdoria összesen  | 54        | 23        |            | 1          | 0          |                 |                 |                 |        |       |       | 55       | 23       |          |
| 1996-1997           | Parma               | A                   | 29        | 14        | CI         | 0          | 0          | -               | -               | -               | -      | -     | -     | 29       | 14       |          |
| 1997-1998           | Parma               | A                   | 33        | 10        | CI         | 0          | 0          | CL              | 6               | 3               | -      | -     | -     | 39       | 13       |          |
| 1998-1999           | Parma               | A                   | 30        | 9         | CI         | 1+         | 1          | CU              | 8               | 8               | -      | -     | -     | 39+      | 18       |          |
| Parma összesen      | Parma összesen      | Parma összesen      | 92        | 33        |            | 1+         | 1          |                 | 14              | 11              |        |       |       | 107+     | 45       |          |
| 1999-2000           | Fiorentina          | A                   | 24        | 7         | CI         | 0          | 0          | CL              | 9               | 3               | -      | -     | -     | 33       | 10       |          |
| 2000-2001           | Fiorentina          | A                   | 30        | 22        | CI         | 4+         | 5          | -               | -               | -               | -      | -     | -     | 34+      | 27       |          |
| 2001-2002           | Fiorentina          | A                   | 5         | 5         | CI         | 0          | 0          | -               | -               | -               | -      | -     | -     | 5        | 5        |          |
| Fiorentina összesen | Fiorentina összesen | Fiorentina összesen | 59        | 34        |            | 4+         | 5          |                 | 9               | 3               |        |       |       | 72+      | 42       |          |
| 2002-2003           | Lazio               | A                   | 12        | 2         | CI         | 1+         | 1          | CU              | 11              | 4               | -      | -     | -     | 24+      | 7        |          |
| 2003-2004           | Siena               | A                   | 30        | 10        | CI         | 1          | 0          | -               | -               | -               | -      | -     | -     | 31       | 10       |          |
| 2004-2005           | Siena               | A                   | 36        | 11        | CI         | 0          | 0          | -               | -               | -               | -      | -     | -     | 36       | 11       |          |
| 2005-2006           | Siena               | A                   | 38        | 11        | CI         | 2          | 1          | -               | -               | -               | -      | -     | -     | 40       | 12       |          |
| 2006-2007           | Siena               | A                   | 23        | 0         | CI         | 2          | 1          | -               | -               | -               | -      | -     | -     | 25       | 1        |          |
| 2007-2008           | Siena               | A                   | 2         | 0         | CI         | 0          | 0          | -               | -               | -               | -      | -     | -     | 2        | 0        |          |
| Siena összesen      | Siena összesen      | Siena összesen      | 129       | 32        |            | 5          | 2          |                 |                 |                 |        |       |       | 134      | 34       |          |
| 2008-2009           | Figline             | SD                  | 21        | 5         | CILP       | 0          | 0          | -               | -               | -               | -      | -     | -     | 21       | 5        |          |
| 2009-2010           | Figline             | PD                  | 11        | 2         | CILP       | 2          | 0          | -               | -               | -               | -      | -     | -     | 13       | 2        |          |
| Figline összesen    | Figline összesen    | Figline összesen    | 32        | 7         |            | 2          | 0          |                 |                 |                 |        |       |       | 34       | 7        |          |
| Karrierje összesen  | Karrierje összesen  | Karrierje összesen  | 503       | 170       |            | 14+        | 9          |                 | 34              | 18              |        | -     | -     | 551+     | 197      |          |

## Sikerei, díjai
Sampdoria
- KEK-győztes: 1989-90

Parma
- UEFA-kupa-győztes: 1998-99
- Kupagyőztes: 1998-99
- Szuperkupa-győztes: 1999

Fiorentina
- Kupagyőztes: 2000-01